# Las Lomas (Kalifornija)
Las Lomas je naseljeno područje za statističke svrhe u američkoj saveznoj državi Kalifornija. Prema popisu stanovništva iz 2010. u njemu je živjelo 3.024 stanovnika.